# Hiwot Ayalew
Hiwot Ayalew (ur. 6 marca 1990) – etiopska lekkoatletka specjalizująca się w biegach długich.
W 2011 była jedenasta na mistrzostwach świata w biegach na przełaj oraz zdobyła srebrny medal igrzysk afrykańskich w biegu na 3000 metrów z przeszkodami. Zajęła 5. miejsce w finale biegu na 3000 metrów z przeszkodami podczas igrzysk olimpijskich w Londynie. Dwukrotna srebrna medalistka mistrzostw świata w biegach przełajowych z 2013. W tym samym roku była czwarta na mistrzostwach świata w Moskwie. Mistrzyni Afryki z Marrakeszu (2014). W 2015 zdobyła swój drugi srebrny medal igrzysk afrykańskich. Stawała na podium mistrzostw Etiopii. 
Jej starszą siostrą jest brązowa medalistka mistrzostw świata, Wude Ayalew.
Rekord życiowy w biegu na 3000 metrów z przeszkodami: 9:09,61 (7 czerwca 2012, Oslo). 

## Osiągnięcia
| Rok  | Impreza                                   | Miejsce        | Konkurencja                   | Pozycja     | Wynik    |
| ---- | ----------------------------------------- | -------------- | ----------------------------- | ----------- | -------- |
| 2011 | Mistrzostwa świata w biegach na przełaj   | Punta Umbría   | bieg juniorów na 8 km         | 11. miejsce | 25:42    |
| 2011 | Igrzyska afrykańskie                      | Maputo         | bieg na 3000 m z przeszkodami | 2. miejsce  | 10:00,57 |
| 2012 | Igrzyska olimpijskie                      | Londyn         | bieg na 3000 m z przeszkodami | 5. miejsce  | 9:12,98  |
| 2013 | Mistrzostwa świata w biegach przełajowych | Bydgoszcz      | indywidualnie                 | 2. miejsce  | 24:27    |
| 2013 | Mistrzostwa świata w biegach przełajowych | Bydgoszcz      | drużynowo                     | 2. miejsce  |          |
| 2013 | Mistrzostwa świata                        | Moskwa         | bieg na 3000 m z przeszkodami | 4. miejsce  | 9:15,25  |
| 2014 | Mistrzostwa Afryki                        | Marrakesz      | bieg na 3000 m z przeszkodami | 1. miejsce  | 9:29,54  |
| 2014 | Puchar interkontynentalny                 | Marrakesz      | bieg na 3000 m z przeszkodami | 2. miejsce  | 9:51,59  |
| 2015 | Mistrzostwa świata                        | Pekin          | bieg na 3000 m z przeszkodami | 6. miejsce  | 9:24,27  |
| 2015 | Igrzyska afrykańskie                      | Brazzaville    | bieg na 3000 m z przeszkodami | 2. miejsce  | 9:51,94  |
| 2016 | Igrzyska olimpijskie                      | Rio de Janeiro | bieg na 3000 m z przeszkodami | eliminacje  | 9:35,09  |